# Inspecteur (politie)
Inspecteur is een rang bij de politie.

## Nederland

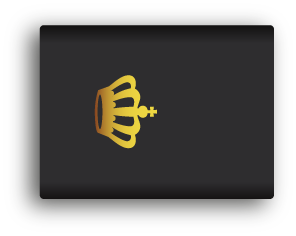
Politie Nederland

Inspecteur is een rang bij de Belgische en Nederlandse politie. In Nederland zit deze rang tussen brigadier en hoofdinspecteur. Een inspecteur kan werkzaam zijn bij verschillende onderdelen van de politie.
In Nederland is de rol van inspecteur verbonden aan functies die gewaardeerd zijn op schaal 9 en 10. Zo wordt de rang inspecteur toegekend aan onder meer de functies operationeel-expert, wijkagent operationeel-expert en de operationeel specialist A en B. Een inspecteur kan onder meer werken op een basisteam, bij de recherche of op de politie-academie. Een inspecteur is executief inzetbaar en is algemeen opsporingsambtenaar zoals bedoeld in art. 141 Sr.
Een inspecteur kan tevens hulpofficier van justitie zijn en heeft in dat geval naast de algemene opsporingsbevoegdheid ook enkele extra strafvorderlijke bevoegdheden. Eveneens kan de inspecteur worden ingezet als Officier van Dienst.

## België
In België maakt de graad van inspecteur (INP), samen met die van aspirant-inspecteur (AINP), deel uit van het basiskader. Dit in tegenstelling tot andere landen, waar een inspecteur een officier is, waardoor er vaak verwarring ontstaat. De inspecteurs voeren de basisopdrachten uit, zoals patrouille, interventie, verkeer en opsporingen, en komen zodoende het vaakst in aanraking met de bevolking. Boven inspecteur zijn er nog het middenkader met de graden van hoofdinspecteur (HINP) en aspirant-hoofdinspecteur (AHINP) evenals het officierenkader met de graden van aspirant-commissaris (ACP), commissaris (CP) en hoofdcommissaris (HCP). Ten slotte is er nog de agent van politie (AP), die maakt samen met de aspirant-agent (AAP) deel uit van het hulpkader (agentenkader, de vroegere hulpagenten) en heeft slechts gedeeltelijke politiebevoegdheid.
Een inspecteur wordt herkend door de twee zilverkleurige sterren op het graadteken, dat wordt gedragen op de linker borstzakklep van het uniform. Een aspirant-inspecteur draagt één zilveren ster.
Iedere Belg met een diploma of studiegetuigschrift van het secundair onderwijs kan deelnemen aan de selectieproeven om toegelaten te worden tot de opleiding tot inspecteur van politie. Gezien het grote aantal kandidaten kan men bij deze selectie streng zijn. Er wordt geselecteerd op onder meer fysieke en cognitieve vaardigheden en algemene psychologische geschiktheid. Een selectiecommissie oordeelt uiteindelijk over de geschiktheid. Vanaf 2022 werkt deze commissie achter de schermen, en heeft de kandidaat geen rechtstreeks gesprek met hen. Kandidaten worden ook onderworpen aan een medische keuring. Ten slotte volgt nog een antecedentenonderzoek. Het slaagpercentage schommelt tussen 9 en 14%. Indien de kandidaat slaagt voor deze selectieproeven, volgt hij of zij de eenjarige basisopleiding tot inspecteur van politie aan een van de politiescholen in België. Na deze basisopleiding volgt een probatiestage van 6 maanden. Op termijn is het de bedoeling om deze probatiestage deel te laten uitmaken van de basisopleiding.